# Lego Pirates of the Caribbean: The Video Game
Lego Pirates of the Caribbean är ett legobaserat datorspel, utvecklat av TT Games och utgivet av Disney Interactive Studios. Spelet går ut på att man spelar banor från de fyra Pirates of the Caribbean-filmerna i legoform. Till varje film finns det fem banor som man kan se på fyra världskartor, utom på kartan från film nr ett, Svarta Pärlans förbannelse, där kartan är koncentrerad på Karibien, som finns i spelets utgångspunkt, hamnen i Port Royal, där man även kan köpa nya figurer, som man har låst upp genom att spela banorna, köpa extramaterial (fusk), växla mellan dag och natt, via klockan i ett av tornen etc.